# Zeche Hugo

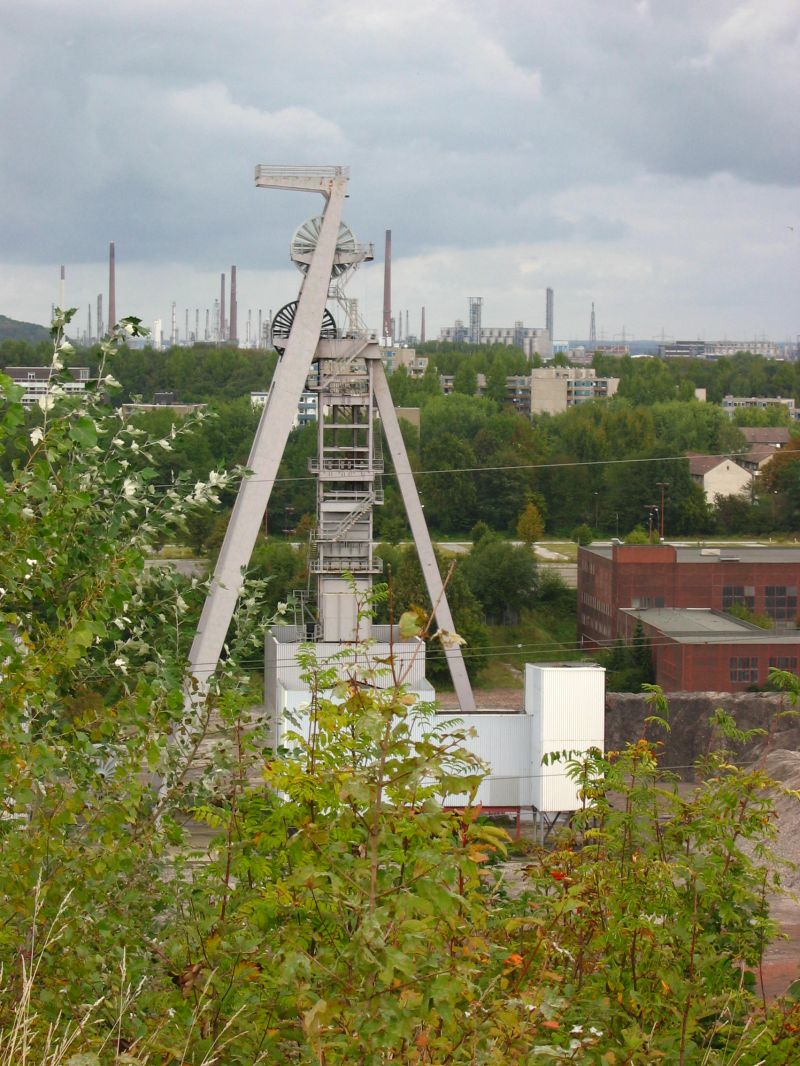
Stahlkastenfördergerüst von 1974 über Schacht 2

Die Zeche Hugo war ein Steinkohlebergwerk in Gelsenkirchen-Buer.

## Geschichte

### 1870–1914
In den Jahren 1870 bis 1872 wurden diverse Mutungsbohrungen westlich von Buer fündig. Unter Leitung des Essener Kaufmanns Hugo Honigmann wurde durch Anteilseigner aus Essen, Mülheim an der Ruhr und Buer am 24. März 1873 die Gewerkschaft des Steinkohlenbergwerks Hugo gegründet und am 2. April 1874 bergrechtlich genehmigt.
1873 wurde an der Landstraße nach Horst mit dem Abteufen des ersten Schachtes begonnen. 1875 konnte dieser in Betrieb gehen. Er wurde mit dem ersten eisernen Fördergerüst der Bauart Promnitz (später meist als „Deutsches Strebengerüst“ bezeichnet) in Deutschland ausgestattet. Wegen technischer Schwierigkeiten bei der Inbetriebnahme des Schachtes wurde bald der Zufluss ausländischen Kapitals notwendig. Aus diesem Grunde wurde die bergrechtliche Gewerkschaft Hugo 1881 in eine Aktiengesellschaft umgewandelt, an der der international agierende Montankonzern Harpener Bergbau AG die Aktienmehrheit hatte.
Von 1881 bis 1885 wurde am Brößweg der Schacht 2 abgeteuft und als Förderschacht eingerichtet. Dieser Schacht wurde mit einem Tomson-Bock ausgestattet. Im Südfeld folgte nun von 1891 bis 1895 der Schacht 3. 1899 wurde das Fördergerüst über Schacht 1 zu einem Doppelstrebengerüst umgebaut.
Zur Konzentration der Förderung auf die Schachtanlagen 1 und 2 wurden diese mit der Zeit zu Doppelschachtanlagen ausgebaut. Es wurden niedergebracht:
- von 1899 bis 1902 neben Schacht 1 der Schacht 4. Er erhielt einen Tomson-Bock als Fördereinrichtung. 1908 das Fördergerüst über Schacht 1 durch einen Tomson-Bock ersetzt.
- von 1905 bis 1909 neben Schacht 2 der Schacht 5. Hier wurde ebenfalls ein Tomson-Bock errichtet, der letzte, der im Bergwerksbesitz der Harpen AG errichtet wurde.

1906 erhielt die Schachtanlage 2/5 zusätzlich eine Kokerei. Eine 1914 auf Schacht 1/4 angeblasene Kokerei musste kurz danach wieder außer Betrieb genommen werden. Die Abbaubetriebe wurden nach und nach modernisiert. Es wurden verstärkt Schüttelrutschenförderungen eingesetzt.

### 1914–1960
Nach dem Ersten Weltkrieg führte die Harpen AG mehrere Zusammenfassungsmaßnahmen durch. 1928 folgte die Außerbetriebnahme der Förderschachtanlage 3. Sie wurde als Seilfahrt- und Wetterschachtanlage fortbetrieben. 1930 wurde ferner die Kokerei Hugo 2/5 stillgelegt.
Ab 1934 wurde wegen der geänderten politischen Rahmenbedingungen wieder der Ausbau der Zeche in Angriff genommen. Die Aufbereitungsanlagen Schacht 2/5 wurden umfangreich erneuert.
Der östliche und nördliche Grubenfeldbereich wurde nach und nach durch Seilfahrtschachtanlagen aufgeschlossen.
- Von 1934 bis 1936 wurde Schacht Hugo 6 niedergebracht. Dieser Schacht wurde später Hugo-Ost genannt.
- 1940 folgte an der Grenze zu Scholven der Schacht 7, genannt Hugo-Nord. Dieser ging 1944 in Betrieb.

1944 erlitt die Schachtanlage 2/5 schwere Bombenschäden. Die Förderung musste auf die Schachtanlage 1/4 verlagert werden. Nach Behebung der Kriegsschäden und Ausstattung des Schachtes 2 mit Gefäßförderung wurde 1947 die Förderung nach Hugo 2/5 zurückverlegt. Die Schachtanlage 1/4 stellte endgültig die Förderung ein. Gleichzeitig wurde aber auf 1/4 eine neue Kokerei mit 140 Koksöfen in Betrieb genommen. 1952 wurde die Zeche Hugo gemäß Beschluss des Alliierten Kontrollrates aus der Harpen AG ausgegliedert und der Essener Steinkohlenbergwerke AG zugeordnet.
Ab 1954 wurde die Anlage 2/5 umfassend ausgebaut. Die neuen Gebäude wurden durch den Architekten Fritz Schupp gestaltet. 1957 bis 1960 wurde auf 2/5 der neue Förderschacht 8 niedergebracht, welcher mit Großraumwagenförderung die Hauptförderung übernahm. Neben ihm wurde eine neue Aufbereitung errichtet. Dieses Ensemble ist ebenfalls durch Schupp gestaltet worden.

### 1960–1997
1967 wurde der nicht mehr benötigte Schacht 3 verfüllt. 1968 ging die Zeche Hugo in die neu gegründete Ruhrkohle AG ein. Das Kraftwerk Hugo 2/5/8 wurde von der Steinkohlen Elektrizität AG (STEAG) übernommen.
1971 konnte die Zeche viele der im Rahmen des Gesamtanpassungsplans der Ruhrkohle freigesetzten Bergleute der ehemaligen Zeche Graf Moltke übernehmen. Es wurden weitere Modernisierungsmaßnahmen durchgeführt. Die Gefäßförderkapazität des Schachtes Hugo 2 wurde vergrößert. Dazu erhielt der Schacht 1974 ein neues Stahlkastengerüst mit Vierseilförderung, um die Förderung in 30-t-Gefäßen zu ermöglichen.
Ab 1973 wurde verstärkt der Abbau der Flammkohlenvorräte der ehemaligen Zeche Graf Bismarck in Angriff genommen. Dazu musste das Südfeld wettertechnisch besser erschlossen werden. Daher wurde von 1974 bis 1979 der Schacht Hugo 9 als reiner Wetterschacht abgeteuft. Dem gleichen Zweck diente der auf dem Gelände der Zeche Bismarck II niedergebrachte Schacht Emschermulde 2, abgekürzt EMU 2.
1977 wurde die Kokerei 1/4 endgültig stillgelegt. Die Schächte 1/4 wurden mit kleineren Förderanlagen ausgestattet. Die Förderung 1980 betrug 3,5 Mio. t Fett-, Gas- und Gasflammkohle bei 5000 Beschäftigten. 1986 wurde der Schacht 5 mit einer Turmfördermaschine ausgestattet, um als zentraler Seilfahrt und Materialschacht dienen zu können. Am 1. Januar 1993 wurde die Zeche Hugo gemäß den Beschlüssen der Kohlerunde mit der Zeche Consolidation und Nordstern zum Bergwerk Hugo/Consolidation zusammengeschlossen.
Im Juni 1996 kam es zu einem Grubenbrand in 1170 Metern Tiefe. Hierbei gerieten Transportbänder, Kabelstränge und Explosionssperren in Brand. Dadurch wurden höhere Mengen Dioxin freigesetzt. Dutzende Bergleute erlitten Hautinfekte, Atemwegsentzündungen und anderen Vergiftungserscheinungen. Danach wurden hohe Dioxin-Werte gemessen.

## Stilllegung
Am 1. April 1997 erfolgte der Verbund mit dem Bergwerk Ewald/Schlägel & Eisen zum Bergwerk Ewald-Hugo. Die Förderung des Baufelds Hugo wurde ab Januar 1998 nach Ewald in Herten verlagert. Dieses Bergwerk wurde am 30. April 2000 geschlossen.

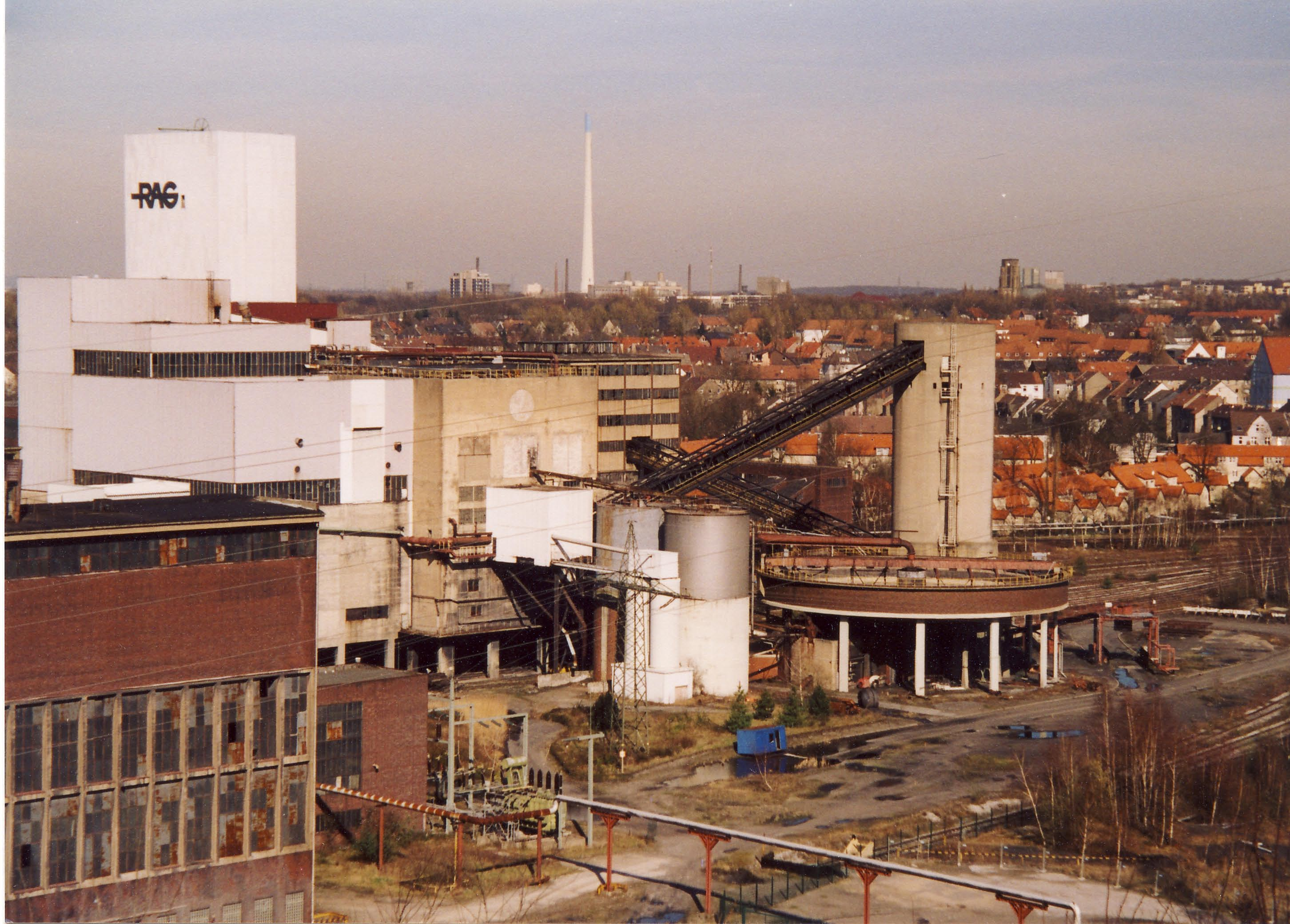
Kraftwerk und Kohlenaufbereitung, März 2003
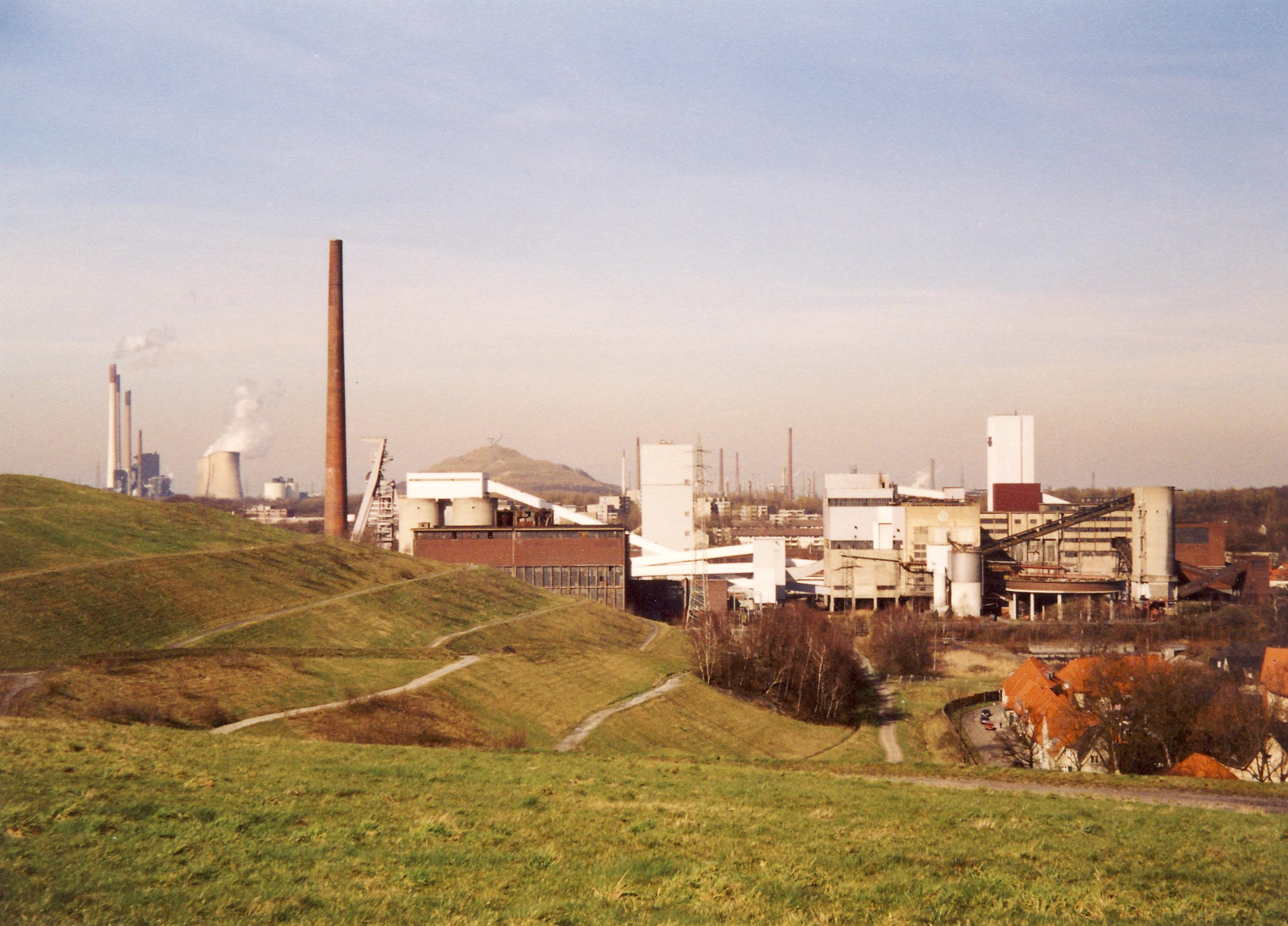
Blick von der Halde auf das Bergwerk im März 2003, links im Hintergrund das Kohlekraftwerk Scholven
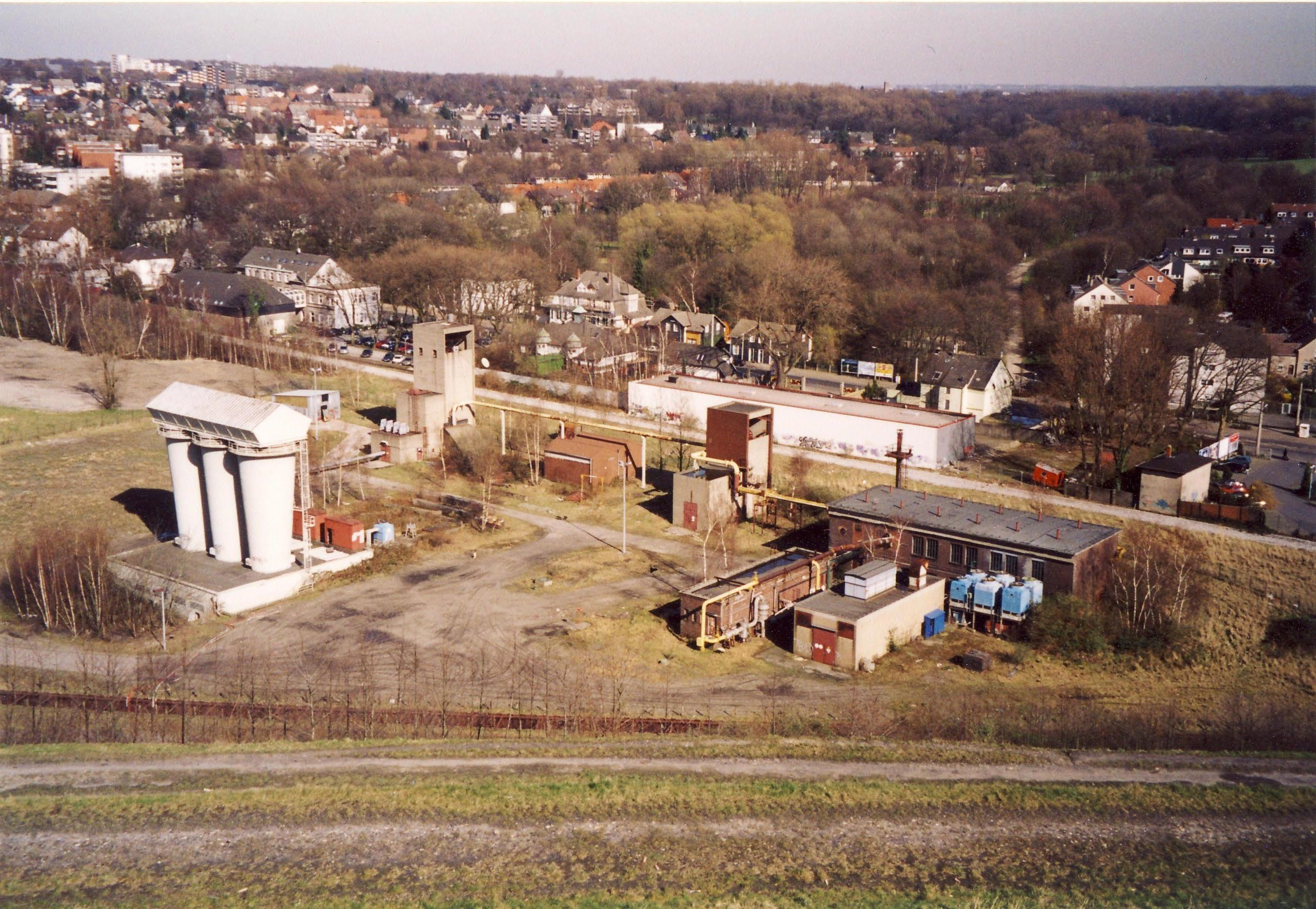
Schachtanlage Hugo 1/4 mit Gasabsaugeanlage, März 2003
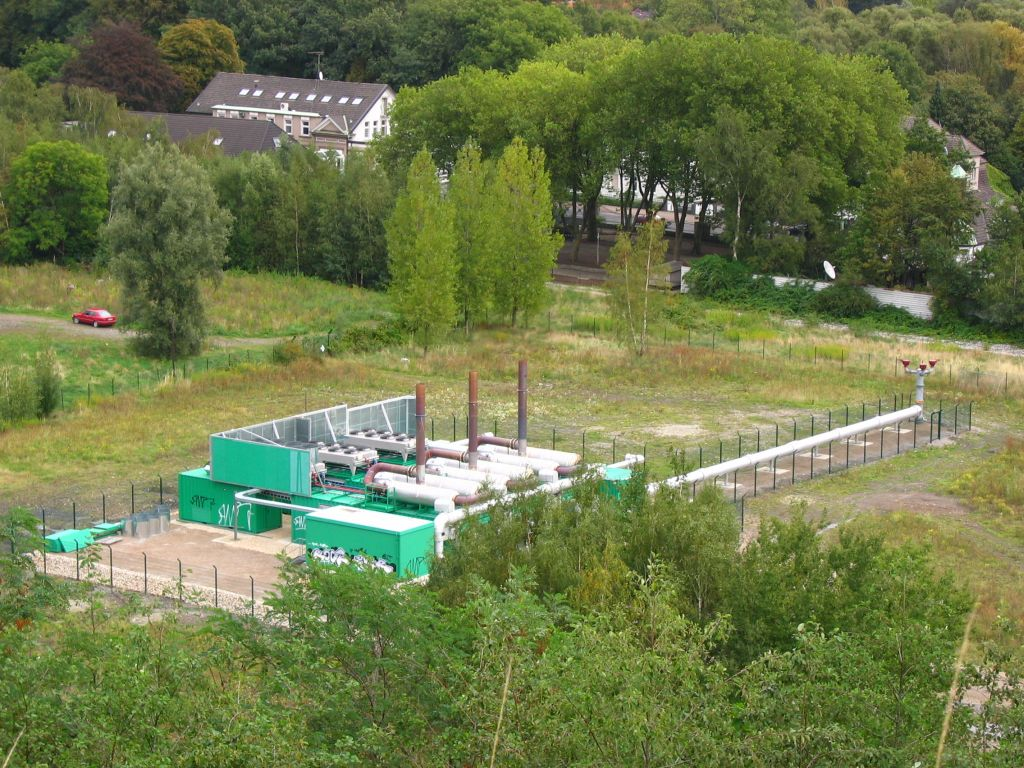
Grubengasgewinnungs- und -verwertungsanlage an den stillgelegten Schächten Hugo 1/4 in Gelsenkirchen

## Heutiger Zustand
Die verbliebenen Schächte wurden zwischen 1997 und 2001 verfüllt, nachdem Pläne für ein Besucherbergwerk, das über die Schächte 5 und 8 hätte betrieben werden können, 2001 aus Kostengründen endgültig aufgegeben worden waren. Im Anschluss erfolgte der fast restlose Abbruch der Tagesanlagen aller Schachtanlagen, auch der umfangreichen Schupp'schen Gebäude auf Hugo 2/5/8 und Gebäuden aus der Gründerzeit, der mit der Sprengung des Kraftwerks auf Hugo 2/5/8 seinen Abschluss fand.
Einer Initiative von ehemaligen Bergleuten und Nicht-Bergleuten ist es zu verdanken, dass Fördergerüst und Fördermaschine von Schacht Hugo 2 nicht abgebrochen wurden. Sie wurden 2005 von der Stadt Gelsenkirchen übernommen und werden als Museum eingerichtet. Klaus Herzmanatus, letzter Betriebsratsvorsitzender des Bergwerks Hugo, ist Geschäftsführer und Motor des Trägervereins Hugo Schacht 2 e. V. Der Aktionskreis zum Erhalt des Schachts hat mittlerweile eine Stärke von knapp 50 Personen. Der Trägerverein unterhält zusammen mit dem Geschichtskreis Hugo/Schüngelberg das kleine Museum, hier gibt es Bergbau- und Heimatgeschichte zu erleben, sowie die Verbindung des FC Schalke 04 zu den Knappen zu sehen.

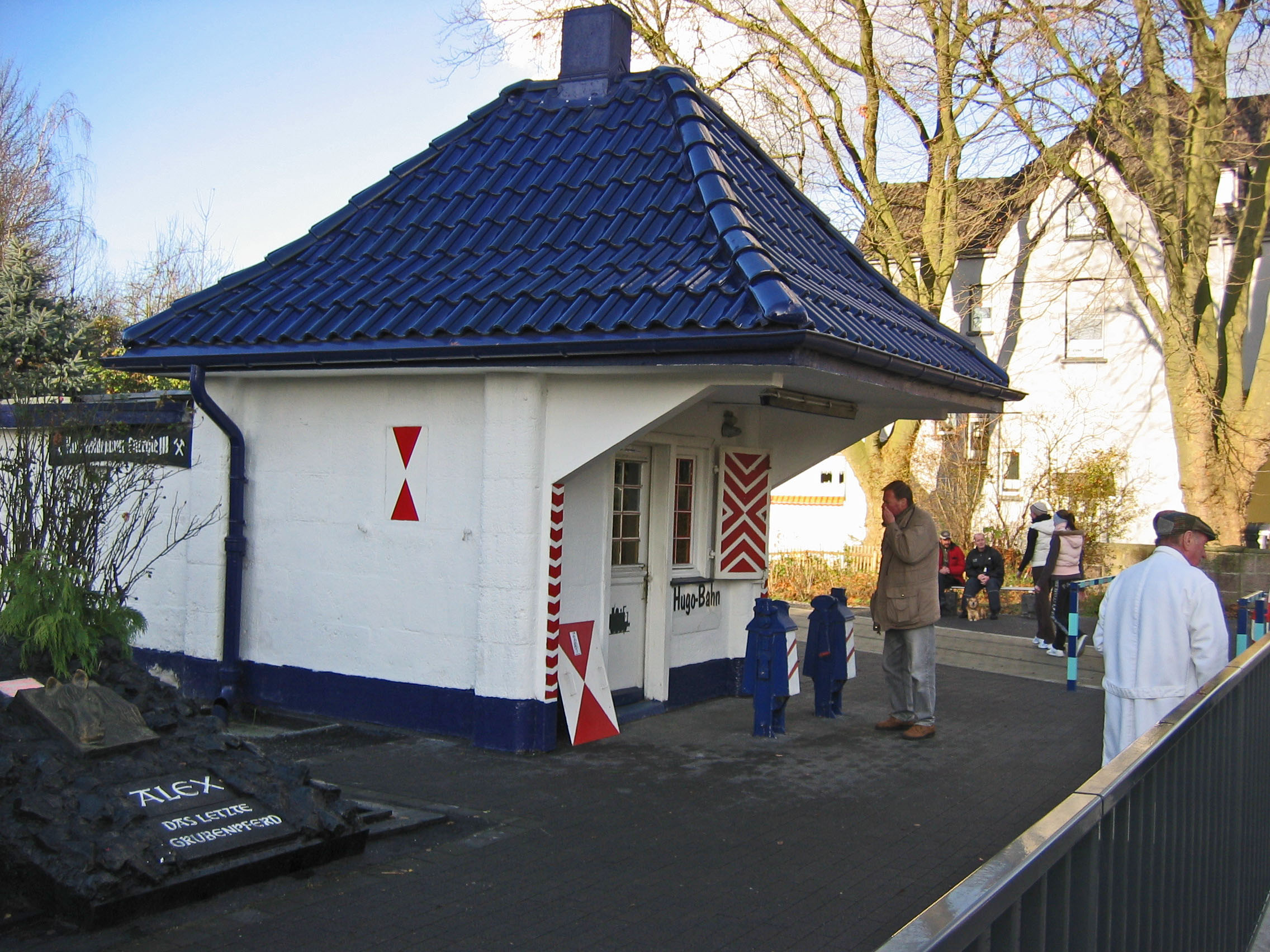
Ehemaliges Bahnwärtergebäude an der Hugo-Bahn

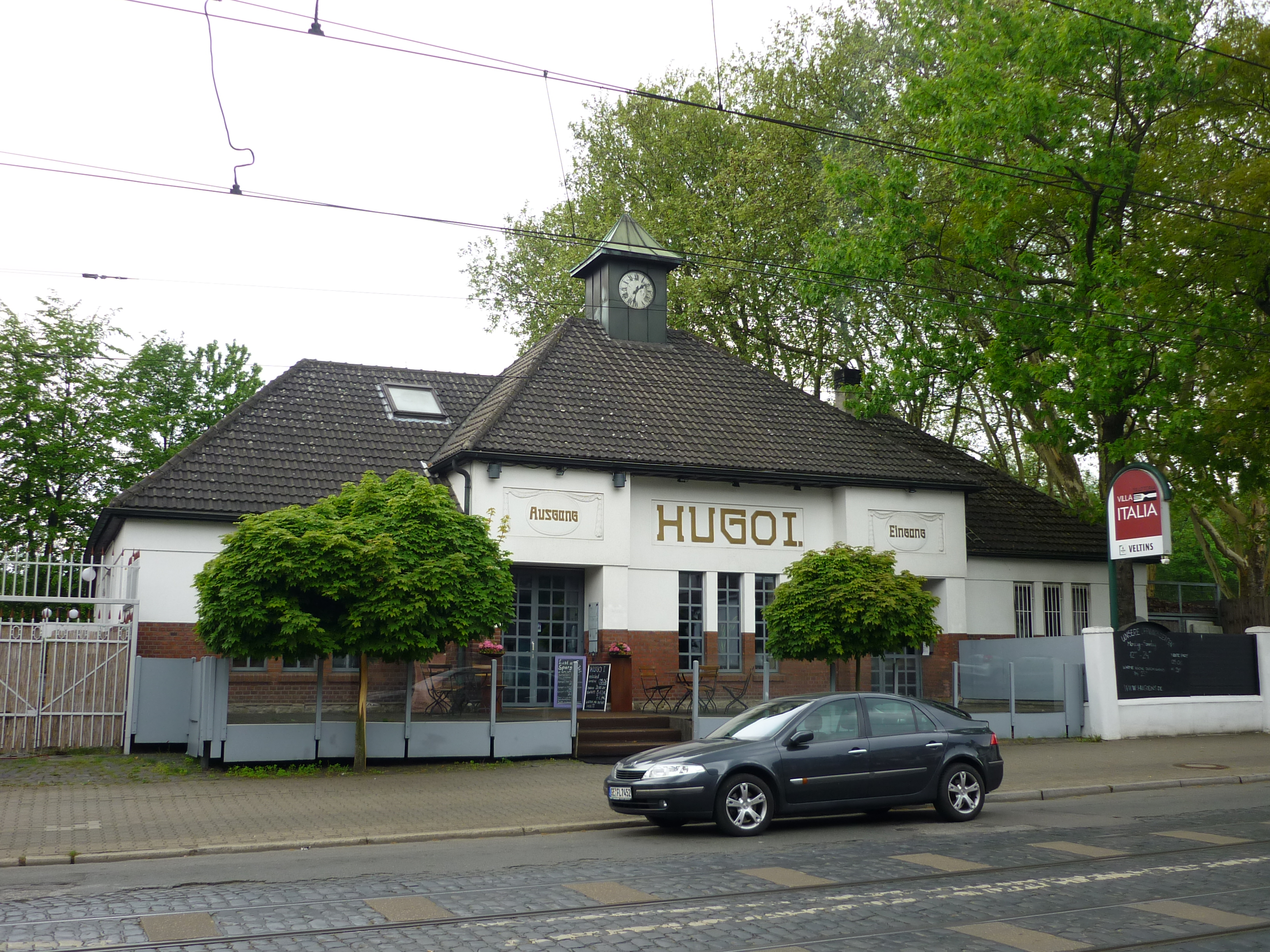
Markenkontrolle Hugo 1/4

Ebenfalls ist die Markenkontrolle Hugo 1/4 erhalten, die heute Gastronomie beherbergt. Auch die alte Direktion und einige Beamtenhäuser an der Horster Straße zeugen von der bergbaulichen Vergangenheit. Des Weiteren sind in der Umgebung immer wieder ausgemusterte Förderwagen in Vorgärten und auch aufgestellte Seilscheiben an der Horster Straße (Ecke Horster-/Hugostraße) zu finden.
Die Außenschächte Nord, Ost, 9, EMU 2 wurden ebenfalls verfüllt – sie werden aktuell teilweise zur Grubengasnutzung verwendet.
Auf dem Gelände der ehemaligen Schachtanlage 1/4 wird Grubengas über Schachtleitungen abgesaugt und zur Stromerzeugung genutzt. Die Grubengasgewinnungsanlage besteht aus Gassaugern (Drehkolbengebläse) und die Verwertungsanlage aus Gasmotoren mit angekuppelten Stromgeneratoren. Die Komponenten sind in Container untergebracht und der Strom wird in das öffentliche Netz eingespeist. Auf dem Gelände des Nebenanlagen Hugo Ost und Hugo 9 sind ebenfalls Grubengasgewinnungsanlagen aufgebaut.
Das Schrankenwärterhäuschen der Zechenbahn Hugo-Bahn an der Horster Straße blieb durch den Einsatz von Alfred Konter (1929–2017) erhalten. Der im Volksmund als Don Alfredo bekannte ehemalige Bedienstete der Hugo-Bahn weigerte sich, das Gebäude beim Anrollen des Abrissbaggers zu verlassen. Letztendlich konnte er den Abriss verhindern; das Häuschen wird jetzt vom Regionalverband Ruhr verwaltet. Alfred Konter hatte hier Erinnerungsstücke ausgestellt. Die Trasse der Hugo-Bahn ist zum Bahnradweg umgebaut worden und führt an dem Schrankenwärterhäuschen vorbei. Im Januar 2022 wurden Pläne zur Neugestaltung der Umgebung bekannt; das Gebäude wird hiervon unberührt bleiben.
Die Siedlung Schüngelberg ist Teil der Route der Industriekultur.

## Schachtkoordinaten
Hugo 1/4
- 51° 33′ 47,6″ N, 7° 2′ 41,9″ O (Zeche Hugo 1)
- 51° 33′ 49,4″ N, 7° 2′ 42″ O (Zeche Hugo 4)
- 51° 33′ 49,7″ N, 7° 2′ 40,3″ O (Grubengasanlage Zeche Hugo 1/4)

Hugo 2/5/8
- 51° 34′ 8,3″ N, 7° 2′ 4,6″ O (Zeche Hugo 2)
- 51° 34′ 9,4″ N, 7° 2′ 9,6″ O (Zeche Hugo 5)
- 51° 34′ 12,8″ N, 7° 2′ 15,4″ O (Zeche Hugo 8)

Hugo 3
- 51° 32′ 43,7″ N, 7° 3′ 8,1″ O (Zeche Hugo 3)

Hugo Ost/ Hugo 6
- 51° 34′ 56,7″ N, 7° 5′ 1,3″ O (Zeche Hugo Ost)

Hugo Nord/ Hugo 7
- 51° 34′ 57,2″ N, 7° 1′ 6″ O (Zeche Hugo Nord)

Hugo 9
- 51° 33′ 6,9″ N, 7° 3′ 45,9″ O (Zeche Hugo 9)

Emschermulde 2
- 51° 33′ 0″ N, 7° 5′ 28,8″ O (Schacht EMU 2)